# ويتني ارين
ويتني ارين (بالإنجليزية: Whitney Warren)‏ هو مهندس معماري أمريكي، ولد في 29 يناير 1864 في نيويورك في الولايات المتحدة، وتوفي في 23 أبريل 1943.